# Alessandro Mari
Alessandro Mari (Busto Arsizio, 17 marzo 1980) è uno scrittore e traduttore italiano, vincitore del Premio Viareggio 2011 per la narrativa.

## Biografia
Alessandro Mari vive a Milano, dove si è laureato nel 2005 allo IULM in Lingue e Letterature straniere con una tesi sul Postmoderno e, in particolare, sull'opera di Thomas Pynchon. Il suo romanzo d'esordio, Troppo umana speranza, affresco dell'Italia risorgimentale, vince il Premio Edoardo Kihlgren Opera Prima - Città di Milano e il Premio Viareggio 2011. Nel 2012, con il lancio della collana digitale Zoom dell'editore Feltrinelli, ha scritto il romanzo a puntate Banduna, pubblicato in dodici uscite a cadenza settimanale in formato e-book, con la caratteristica di essere scritto in "tempo reale", escludendo i primi tre capitoli, già predisposti dall'autore prima del lancio editoriale. Nel 2013 Feltrinelli pubblica la sua terza opera narrativa, Gli alberi hanno il tuo nome, storia che mette in parallelo Francesco d'Assisi e Rachele, una psicoterapeuta dei giorni nostri.  Nel 2015 Bompiani pubblica L'anonima fine di Radice Quadrata, un romanzo per ragazzi con al centro le vicende della blogger sedicenne Sofia e di "Radice Quadrata", un coetaneo misterioso e originale. Nel 2016 Rizzoli Lizard pubblica la graphic novel Randagi. Da Zero., sceneggiata da Alessandro Mari e illustrata da Francesca Zoni, dove viene raccontato, attraverso i protagonisti Tito e Nina, un futuro distopico dove il mondo è in mano ai ragazzi, a seguito di un'epidemia che uccide gli adulti. Il finale aperto lascia supporre la possibilità di un sequel. Nel 2017 Feltrinelli pubblica Cronaca di lei, incentrata su un pugile di grande successo sul viale del tramonto, Milo "One Way", e la sua atipica storia d'amore con una giovane e spregiudicata aspirante modella, osteggiata dalla sorella di Milo.
Nel 2015 conduce con Marta Perego Effe come Festival, in onda su Laeffe, un viaggio attraverso l'Italia per raccontare gli eventi culturali più significativi. Prodotta in dieci puntate e venti live streaming, la trasmissione è stata confermata per una seconda serie nel 2016, composta da altre 10 puntate.
Dal 2010 è docente di storytelling per la Scuola Holden.
Ha tradotto, da solo e in coppia con Mariella Martucci, numerose opere dall'inglese e dallo spagnolo.
Ha scritto negli inserti culturali Tuttolibri de La Stampa e su il Corriere della Sera, e tiene la rubrica di reportage d'autore "La mia prima, ultima volta" su Donna Moderna
I suoi lavori sono tradotti in Europa e in Sud America.

## Opere

### Narrativa
- Troppo umana speranza, Milano, Feltrinelli 2011 ISBN 9788807018305
- Banduna, Milano, Feltrinelli 2012 ISBN 9788858850244 (primo capitolo)
- Gli alberi hanno il tuo nome, Milano, Feltrinelli 2013 ISBN 9788807030574
- L'anonima fine di Radice Quadrata, Bompiani 2015 ISBN 978-88-452-7826-6
- Randagi. Da Zero., Milano, Rizzoli Lizard 2016 ISBN 978-88-170-8488-8
- Cronaca di lei, Milano, Feltrinelli 2017 ISBN 978-88-070-3231-8
- Qualcosa resta, Milano, Feltrinelli, 2023, ISBN 9788807035456

### Saggistica
- Alessandro Mari, Ginevra Azzari e Matilde Piran, Libri, istruzioni per l'uso: l'arte di scegliere, organizzare e disordinare le librerie di casa, Torino, UTET, 2020, ISBN 9788851181284.

### Traduzioni
- Patti Smith, Just Kids, Feltrinelli 2010
- D.T. Max, Ogni storia di fantasmi è una storia d'amore. Vita di David Foster Wallace, Einaudi 2013
- Jimi Hendrix, Zero. La mia Storia, Einaudi 2014
- Cynthia Bond, Ruby, Bompiani 2015
- Tom Hanks, Tipi non comuni, Bompiani 2017
- William Gay, L'ombra di casa, Bompiani 2018

### Traduzioni di letteratura per ragazzi
- Marcus Sedgwick, La regina delle ombre, Feltrinelli 2008
- Michael Grant, Gone, Rizzoli 2009 (con Mariella Martucci)
- Simon Morden, L'arte perduta, Rizzoli 2009
- Emily Diamand, Il gioiello parlante, Rizzoli 2009 (con Mariella Martucci)
- Todd Strasser, L'onda, Rizzoli 2009 (con Mariella Martucci)
- Caro King, Ninevah e i sette, Feltrinelli 2010
- Richelle Mead, Morsi di ghiaccio, Rizzoli 2010 (con Mariella Martucci)
- Blake Nelson, Destroy all cars, Rizzoli 2010 (con Mariella Martucci)
- Tonya Hurley, Ghostgirl. Il risveglio, Rizzoli 2011 (con Mariella Martucci)
- Maggie Stiefvater, Forever, Rizzoli 2012 (con Mariella Martucci)
- David Levithan, Ogni giorno, Rizzoli 2013

## Filmografia

### Presentatore televisivo
- Effe come Festival (due edizioni, 2015 e 2016)